# Plátanos (ort i Grekland, Thessalien)
Plátanos är en ort i Grekland.   Den ligger i prefekturen Trikala och regionen Thessalien, i den centrala delen av landet, 250 km nordväst om huvudstaden Aten. Plátanos ligger 259 meter över havet och antalet invånare är 811.
Terrängen runt Plátanos är kuperad åt nordost, men åt sydväst är den platt. Runt Plátanos är det glesbefolkat, med 14 invånare per kvadratkilometer. Närmaste större samhälle är Trikala, 11,7 km söder om Plátanos. == Kommentarer ==
1. ↑  Framräknat ur variansen i alla höjduppgifter (DEM 3") från Viewfinder Panoramas, inom 10 km radie.[2] Mer om algoritmen finns här: Användare:Lsjbot/Algoritmer.